# Mateusz Scharping
Mateusz Scharping (urodzony jako Matthias Scharping, w Polsce znany również jako Mateusz Sierpinek – ur. ok. 1530 r. – zmarł 1597 r.) – dowódca kaprów królewskich w drugiej połowie XVI wieku, pierwszy polski admirał.

## Życiorys
Pochodził z Gdańska. Jako młody chłopiec zaciągnął się na statek handlowy floty miasta Gdańska i służąc przez kilkanaście lat został kapitanem statku. W Polsce jego imię i nazwisko zostały spolszczone do "Mateusz Sierpinek". W 1569 przyznano mu tytuł szlachecki.

## Działalność i kariera

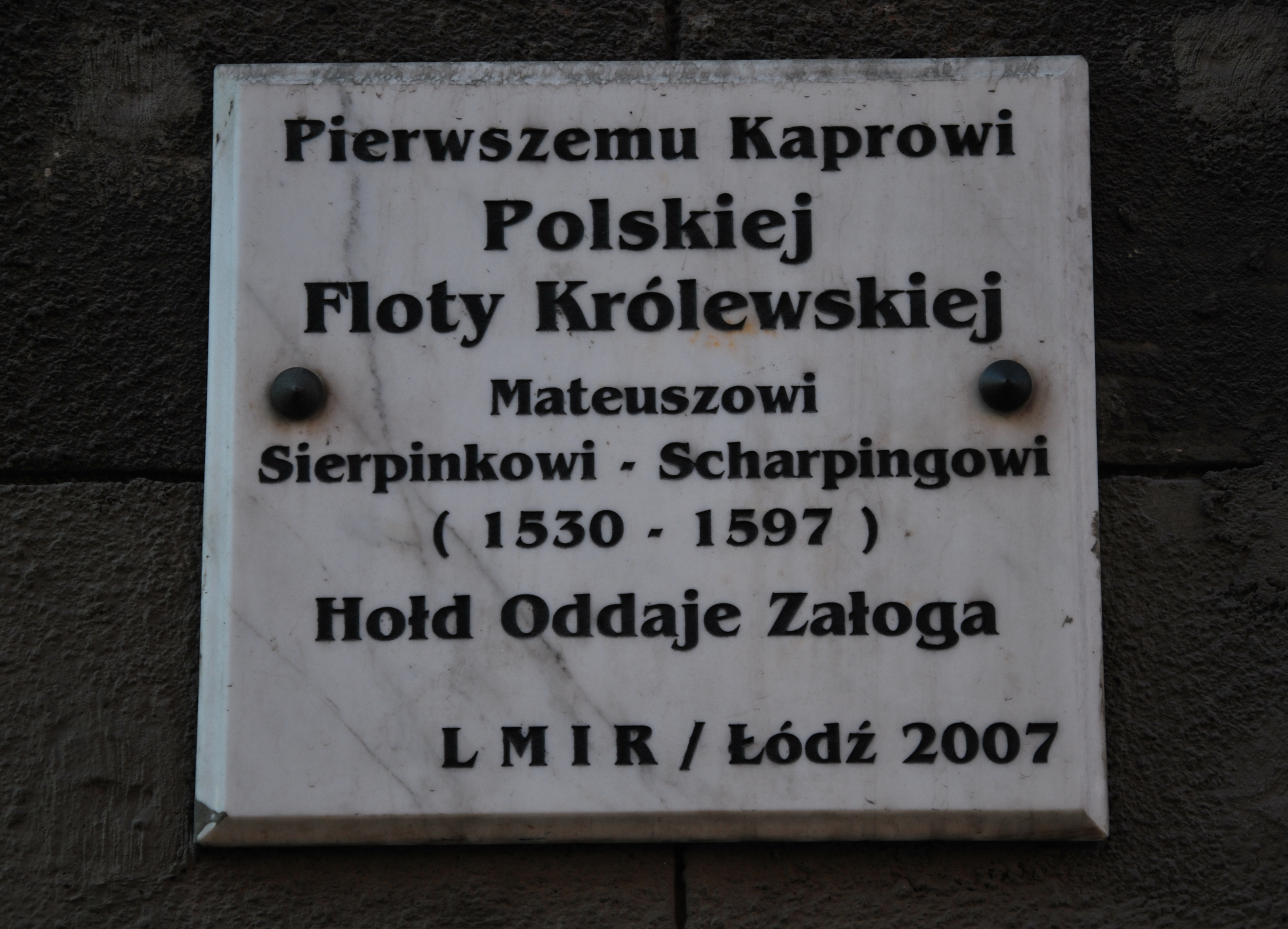
Tablica pamiątkowa w Łodzi

W roku 1560 znalazł się, wraz ze swym okrętem, "Gryf", w służbie mistrza krajowego inflanckiej gałęzi zakonu krzyżackiego Gottharda Kettlera, który – w porozumieniu z królem Zygmuntem Augustem – zwalczał ważną dla Moskwy żeglugę narewską w czasie I wojny północnej. W sierpniu tego roku został mianowany na Pierwszego Kapitana polskiej floty.
Mateusz Scharping reprezentował kaprów wobec władz polskich, zyskując swą znajomością spraw morskich królewskie zaufanie. Występował też wobec Gdańska, który zdecydowanie zwalczał kaprów, bowiem poszkodowani przez nich obcy kupcy protestowali i skarżyli się swoim władcom, ci zaś stosowali represje wobec statków gdańskich.
Na początku swej działalności Scharping miał pod swoją komendą 10 okrętów, podczas gdy obszar, jaki miała kontrolować polska flota, rozciągał się praktycznie do Zatoki Fińskiej. Do 1566 roku, dzięki sukcesom militarnym Scharpinga, któremu podczas swojej służby udawało się pojmać wiele wrogich okrętów, polska flota szybko wzbogaciła się o nowe jednostki, wynosząc blisko 30 okrętów. 
Scharping był szczególnie aktywny w latach 1567-1568, kiedy to stoczył szereg potyczek z okrętami floty szwedzkiej. W czerwcu 1568 roku polska flota została rozbita przez siły szwedzkie w bitwie pod Tallinnem i tylko nielicznym okrętom udało się wrócić do Gdańska. Tam doszło do stracenia kilku marynarzy na podstawie fałszywych oskarżeń wysuniętych przez władze miasta, a okręty zostały zmuszone do opuszczenia portu. Doprowadziło to do ostrego sporu pomiędzy Gdańskiem a królem, który grożąc wielkimi reperkusjami zmusił je do złożenia przeprosin.
Na sejmie lubelskim w 1569 roku Mateusz Scharping otrzymał tytuł szlachecki oraz nowe zadanie - zorganizowania pierwszej morskiej szkoły wojennej. Ostatecznie nie została ona powołana, jednak w tym samym czasie udało mu się ukończyć pracę nad Artykułami Morskimi, w których zawarł nowy i pełny regulamin Floty Królewskiej. Wszedł on w życie 16 lipca 1571 roku.
Gdy na tronie zasiadł Stefan Batory, Scharping został mianowany na komisarza morskiego. Następnie, w latach 1576-1577, budował w Elblągu flotę nowych galeonów dla wplątanego w zatarg z Gdańskiem króla. Gdy konflikt został zażegnany, admirał jeszcze przez kilka lat dowodził królewskimi kaprami, których bazą był w tym czasie Puck. Po roku 1586 najprawdopodobniej odszedł w stan spoczynku.

## Upamiętnienie

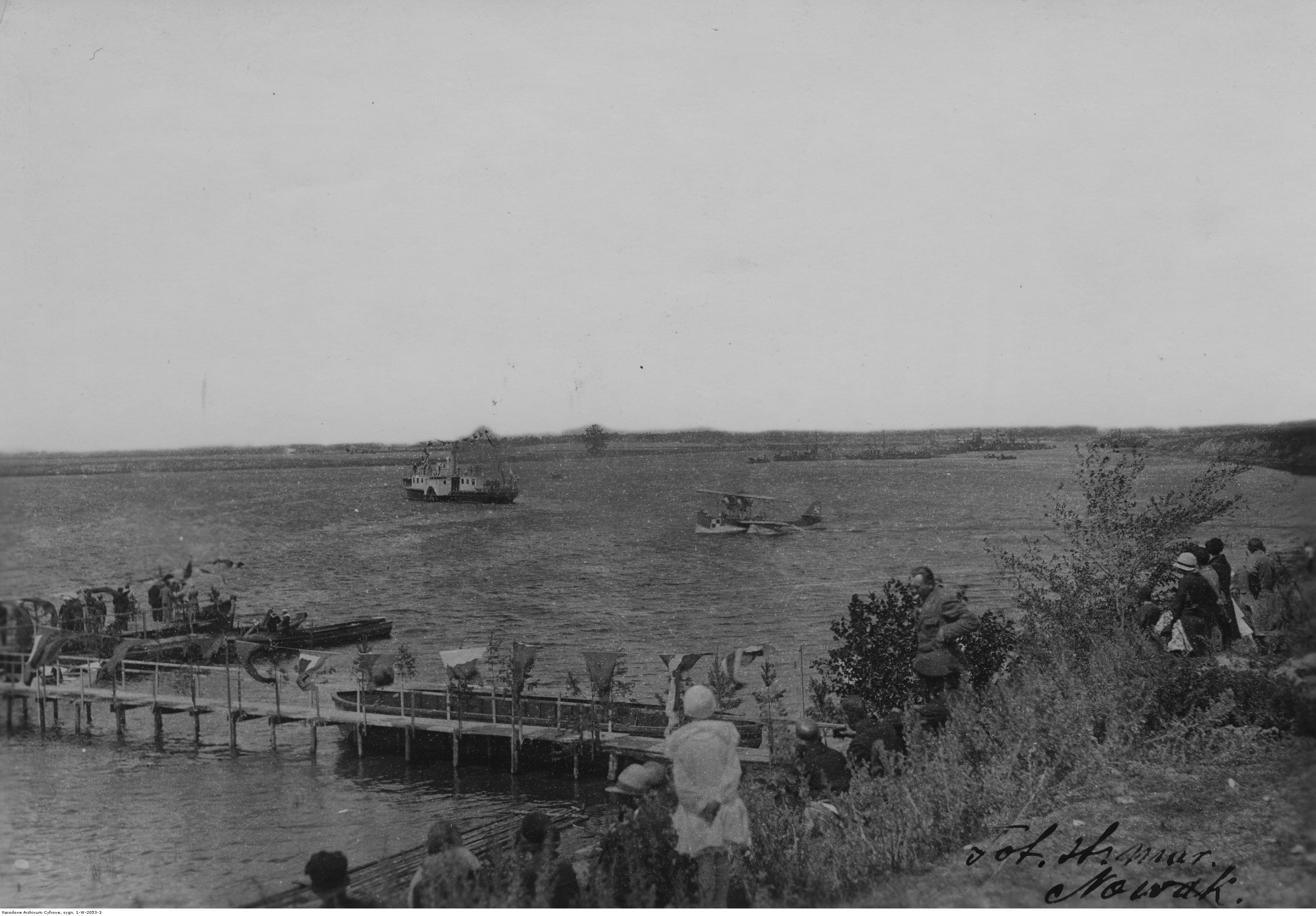
ORP „Admirał Sierpinek” i Lioré et Olivier LeO H.135B3 w 1930 r.

Polski okręt sztabowy, Flotylli Rzecznej Marynarki Wojennej Polskiej Marynarki Wojennej nosił nazwę ORP Admirał Sierpinek.
W latach 1945–1956 Rynek Warzywny w Szczecinie był znany jako Plac Admirała Sierpinka.